# Boris Rohdendorf
Boris Rohdendorf, ook wel Boris von Rohdendorf (Russisch: Борис Борисович Родендорф, Boris Borisovitsj Rodendorf) (Sint-Petersburg, 12 juli 1904 - Moskou, 21 november 1977) was een Russisch entomoloog. 
Rohdendorf werd geboren in Sint-Petersburg in 1904. Hij was de zoon van majoor Boris Ljoedvigovitsj Rohdendorf (1877-1918) en Maria Karlovna. Zijn vader diende in het Russische leger en stierf tijdens de Eerste Wereldoorlog.
Hij groeide op in Sint-Petersburg en in 1935 verhuisde hij naar Moskou en werd daar conservator van het Museum voor Dierkunde van de Universiteit van Moskou en hoofd van het Geleedpotigenlaboratorium van het Paleontologisch Instituut van de Russische Academie van Wetenschappen. Hij was een leerling van Andrej Martynov (1879-1938) en een zeer productieve taxonoom. Hij beschreef veel taxa waaronder fossiele tweevleugeligen.

## Taxa
Hij beschreef onder andere: 
- †Eopolyneuridae, †Hyperpolyneuridae en †Palaeophoridae, uitgestorven families uit de onderorde van de Muggen (Nematocera)
- †Eomyiidae, een uitgestorven familie uit de onderorde van de vliegen (Brachycera)

Maar ook taxa van nog levende diersoorten, zoals: 
- Stackelbergomyia, een geslacht van vliegen (Brachycera) uit de familie van de sluipvliegen (Tachinidae)
- Sarcophaga pleskei, een vliegensoort uit de familie van de dambordvliegen (Sarcophagidae)
- Amauromyza elaeagni, een vliegensoort uit de familie van de mineervliegen (Agromyzidae)
- Protocupoides sharovi, een keversoort uit de familie Permocupedidae

Er is tevens een groot aantal insecten naar hem genoemd, zoals: 
- Meromyza rohdendorfi, een vliegensoort uit de familie van de halmvliegen (Chloropidae)
- Proplatypygus rohdendorfi, een fossiele vliegensoort uit de familie van de Mythicomyiidae
- Philipomyia rohdendorfi, een vliegensoort uit de familie van de dazen (Tabanidae)
- Chelonus rohdendorfi, een vliesvleugelige uit de familie van de schildwespen (Braconidae)

## Enkele werken
Hij beschreef belangrijke syntheses van insectenfossielen. Zijn werk wordt nog steeds voortgezet en herzien door de huidige Russische insectenpaleontologen (paleo-entomologen). Hij schreef in het Russisch; de titels hieronder zijn vertaald naar het Engels.
- 1937: [Dipteran insects, Vol. 19, No. 1: Fam. Sarcophagidae (Part 1), Fauna of the USSR, New Series] (Russisch en Duits)
- 1962: Order Diptera. In B.B. Rohdendorf (editor), Fundamentals of Paleontology, vol. 9, Arthropoda-Tracheata and Chelicerata. (Russisch)
- 1964: [Historical development of dipterous insects] (Russisch)
  - 1974: The historical development of Diptera (Engelse vertaling)
- 1967: [Directions in the historical development of sarcophagids (Diptera, Sarcophagidae)] (Russisch)
- 1980: Met Rasnitsyn, A.P. (editors) [A historical development of the class of insects] (Russisch)

- Gemeinsame Normdatei: 1158431473
- International Standard Name Identifier: 0000 0003 8431 2708
- Library of Congress Control Number: n80117312
- Nationale Bibliotheek van Tsjechië: uk2014830342
- Nationale Bibliotheek van Israël: 987007318502305171
- Nederlandse Thesaurus van Auteursnamen: 156254018
- Système universitaire de documentation: 137819668
- Virtual International Authority File: 274816016
- WorldCat: E39PBJvtfbGhKKypmG46t96tKd